# Баширов, Алиаскер
Алиаскер Баширов (род. 27 июня 1979, Ашхабад) — туркменский боксёр-любитель.

## Спортивные достижения и бои
Серебряный призёр Центральноазиатских игр 2003 в Душанбе, победитель международного турнира в Дели. 
Серебряный призёр 2-го лицензионного азиатского олимпийского турнира по боксу, 18-26 марта, 2004 в Гуанчжоу, Китай (до 69 кг). 
Участник Летних Олимпийских Игр по боксу 2004 в Афинах (до 69 кг).
Участник Летних Олимпийских Игр по боксу 2008 в Пекине (до 69 кг).
| Дата         | Турнир                       | Место проведения | Весовая категория                     | Соперник            | Результат | Дополнительно                    |
| ------------ | ---------------------------- | ---------------- | ------------------------------------- | ------------------- | --------- | -------------------------------- |
| 19 авг. 2004 | Летние Олимпийские Игры 2004 | Афины, Греция    | 69 кг (полусредний вес, welterweight) | Бахтияр Артаев      | 23 : 33   | 1/8 финала. Выбыл из турнира.    |
| 15 авг. 2004 | Летние Олимпийские Игры 2004 | Афины, Греция    | 69 кг (полусредний вес, welterweight) | Rolandas Jasevicius | 54 : 21   | 1/16 финала. Вошёл в 1/8 финала. |
| 10 авг. 2008 | Летние Олимпийские Игры 2008 | Пекин, Китай     | 69 кг (полусредний вес, welterweight) | Жауа Шигер          | 6 : 17    | 1/16 финала. Выбыл из турнира.   |

## Национальные первенства
| Дата         | Турнир                         | Место проведения      | Весовая категория                     | Соперник | Результат | Дополнительно                                        |
| ------------ | ------------------------------ | --------------------- | ------------------------------------- | -------- | --------- | ---------------------------------------------------- |
| Декабрь 2004 | Чемпионат Туркменистана - 2004 | Ашхабад, Туркменистан | 69 кг (полусредний вес, welterweight) | ?        | 3 - 0     | место. Вошёл в национальную сборную Туркменистана.   |
| Декабрь 2003 | Чемпионат Туркменистана - 2003 | Ашхабад, Туркменистан | 69 кг (полусредний вес, welterweight) | ?        | 3 - 0     | 1 место. Вошёл в национальную сборную Туркменистана. |